# Blandine Waldmann
 (avril 2023).
Pour les articles homonymes, voir Waldmann.
Blandine Waldmann est une pianiste classique française.

## Formation
Née à Paris, Blandine Waldmann est imprégnée de musique classique dès son plus jeune âge et développe une vocation naturelle et immédiate pour la musique.
Elle apprend conjointement le piano et le violon et se consacre au piano auprès de Désiré N'Kaoua avant de poursuivre ses études au Conservatoire royal de Bruxelles et au Koninklijk Conservatorium Brussel. Elle obtient deux premiers prix ainsi que deux masters en piano et en musique de chambre avec distinctions dans les classes de Dominique Cornil, d'Aleksandar Madžar et Daniel Blumenthal.
En quête constante de nouveaux points de vue musicaux, la pianiste française se perfectionne en participant à différentes classes de maître en France, Grande-Bretagne, Belgique et Italie avec des musiciens du monde entier, notamment Anne Queffélec, Volker Banfield, Vincenzo Balzani et Eugen Indjic.
L'apprentissage du violon va enchérir son jeu de chambriste et influencera son approche du phrasé au piano.

## Temps forts de sa carrière
- 2014 : Cadogan Hall - Londres[5].
- 2015 : Carnegie Weill Recital Hall - New York
- 2016 : Carnegie Hall - New York[6].
- 2017 : Grande salle du Conservatoire Santa Cecilia - Rome

## Principaux prix
- 2014 : 
  - 1er prix - Concorso Internazionale Eurorchestra Nuovi Interpreti
  - 1er prix - Concorso Musicale Internazionale Paolo Barrasso[7].
- 2015 : 1er prix - Concorso Musicale Internazionale Erik Satie[8]
- 2016 : 1er prix - Concorso Internazionale Florestano Rossomandi
- 2017 : 1er prix - E-Muse International Competition of Athens
- 2018 : 1er prix - International music competition IMKA[9].

## Style de jeu
L'artiste reçoit des critiques élogieuses, comme lors de son concert au Carnegie Hall : « Sa musicalité exsude l'élan implosant et la maîtrise professionnelle »
Jan Hocek affirme que : « Le toucher de la pianiste apporte une palette de couleur et d'émotion unique »
Au sujet de son disque Momentum, Dave Saemann écrit dans Fanfare Magazine : « Chaque fois que j'écoute ce CD, j'éprouve un grand sentiment d'exaltation. Le jeu regorge de vie et de brio, ce qui est rare »
De même, David-DeBoor-Canfield apprécie particulièrement son interprétation de Scriabine : « Je ne crois pas que vous puissiez écouter une meilleure lecture de cette sonate », tout comme le Journal du net.

## Principales collaborations

### Musique contemporaine
- Collaboration avec le compositeur suédois Jonathan Östlund pour des projets de concerts et un double CD dédié à ses compositions pour piano seul et musique de chambre pour le label Divine Art Record (2014 à 2016).
- Collaboration avec le compositeur Frédéric van Rossum (2008).
- Participation à un orchestre contemporain sous la direction de Bart Bouckaert (2006).

### Musique de chambre
Elle s'est produite avec la flûtiste Eleonore Pameijer, la bassoniste Ursula Leveaux, les violonistes Frédéric Pelassy, Vadim Tchijik, Aram Badalian, Andrew Hardy, la violoncelliste Justus Grimm et l'hautboïste Adrien Eblé.

## Répertoire
Son répertoire s'étend de la musique baroque écrite pour clavecin à la musique de notre temps avec une prédilection pour Alexandre Scriabine et Franz Liszt ainsi que le grand répertoire romantique, sans oublier Jean-Sébastien Bach et la musique française du XXe siècle.

## Discographie

### Piano seul
- 2018 : Momentum avec les Tableaux d'une exposition de Modeste Moussorgsky, les Variations sur un thème de Paganini op.35 II, les Intermezzi op.117, le Caprioccio extrait des Intermezzi op.116 de Johannes Brahms[1] et la sonate op.58 no 9 d'Alexandre Scriabine[14],[15],[16]. Dux Label[17].

### Piano solo et musique de chambre
- 2016 : Lunaris avec des œuvres de musique contemporaine de Jonathan Östlund avec la flûtiste Eleonore Pameijer (en), la bassoniste Ursula Leveaux (en), la soprano Ruxandra Ibric Cioranu, le violoniste Ariel Jacob Lang, les violoncellistes Lydia Hillerudh et Alexander Zagorinsky et les pianistes Yoana Karemova et Einar Steen-Nokleberg. Divine Art Label[18]

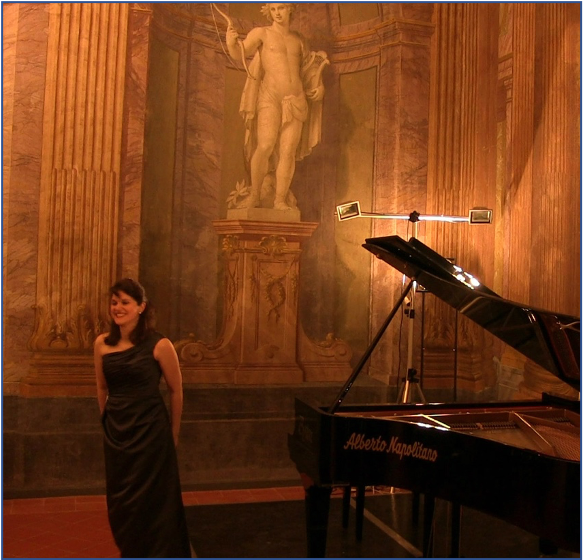
Blandine Waldmann

## Projets transversaux
- 2017 : Concert musique et peinture contemporaine : « Jazz, Couleurs, Passion » sur des œuvres de Georges Gerschwin, Claude Debussy, Maurice Ravel, Ottorino Respighi, avec Frédéric Pelassy au Festival de Vachères (France)[19],[20].
- 2013 : Concert musique et poésie : Jeux de correspondance entre la musique de Johannes Brahms, les écrits de Claude Rostand et la poésie d'Heinrich Heine et Friedrich Rückert avec le metteur en scène Jean-Marie Bréhier au Château de Vernant (France).
- 2012 : Concert musique et peinture contemporaine : « Performance piano - Paris-London » sur des œuvres d'Alexandre Scriabine, Sergueï Rachmaninov, Alfred Schnittke, Maurice Ravel, Claude Debussy sous l'impulsion de Jeannie Rémy.
- 2006 : Concert musique et théâtre : Concert spectacle « ... Un arc-en-ciel sur la tête... » Le droit de rêver une nouvelle humanité. Quatuor pour la fin du temps d'Olivier Messiaen, avec le violoniste Andrew Hardy, le violoncelliste Justus Grimm, la clarinettiste Yumiko Kawaï, sur des textes de Riccardo Petrella avec le comédien Pietro Pizzuti au Musée de Louvain-la-Neuve (Belgique).

## Expériences autres
- Formation Europe Créative : I-d Europe Innovation Culturelle (2018)
- Levée de fonds en construction d'un centre culturel en Côte d'Ivoire pour une ONG.